# Hippocrepis emerus
Hippocrepis emerus là một loài thực vật có hoa trong họ Đậu. Loài này được (L.) Lassen miêu tả khoa học đầu tiên.

## Hình ảnh

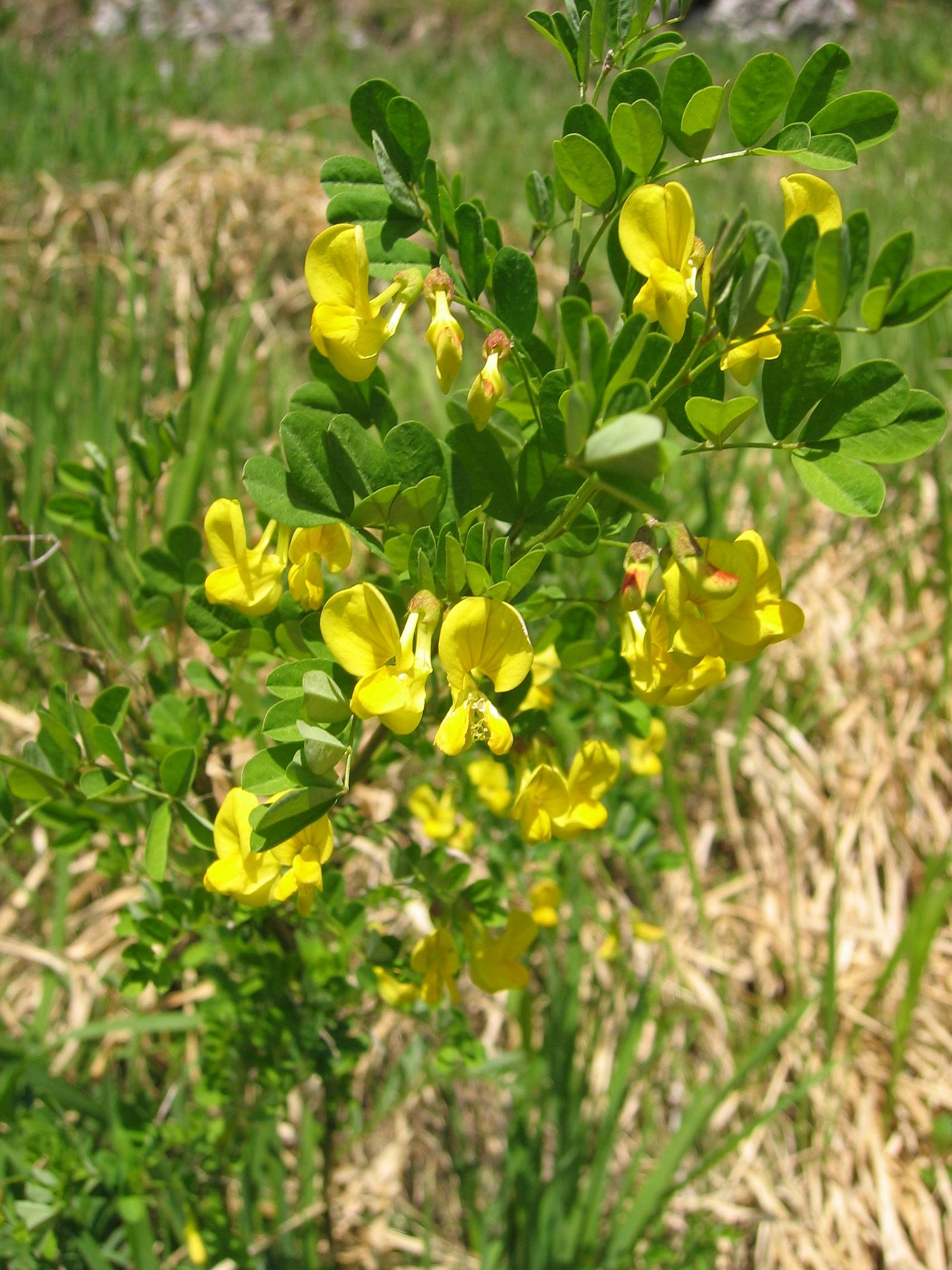
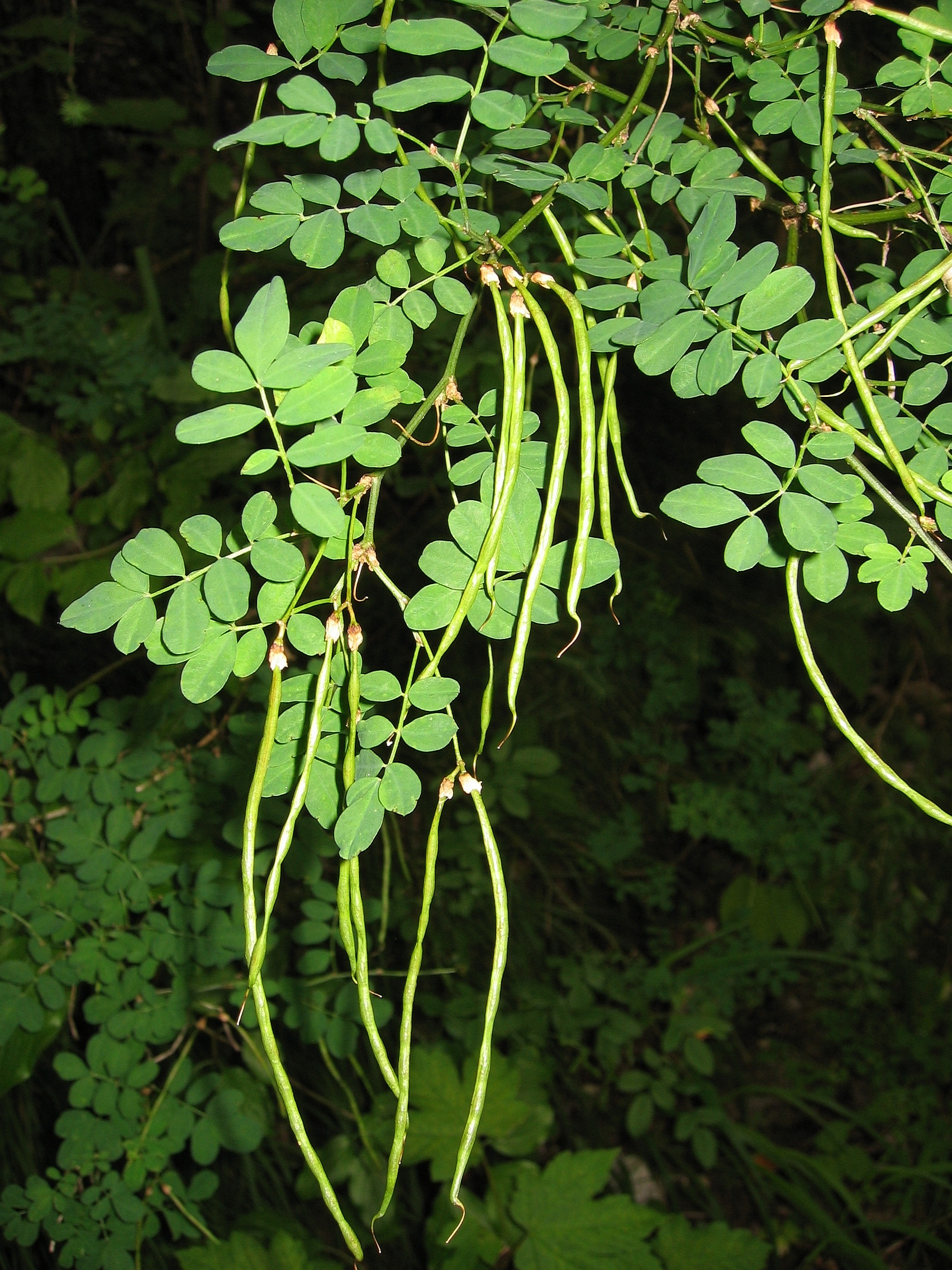
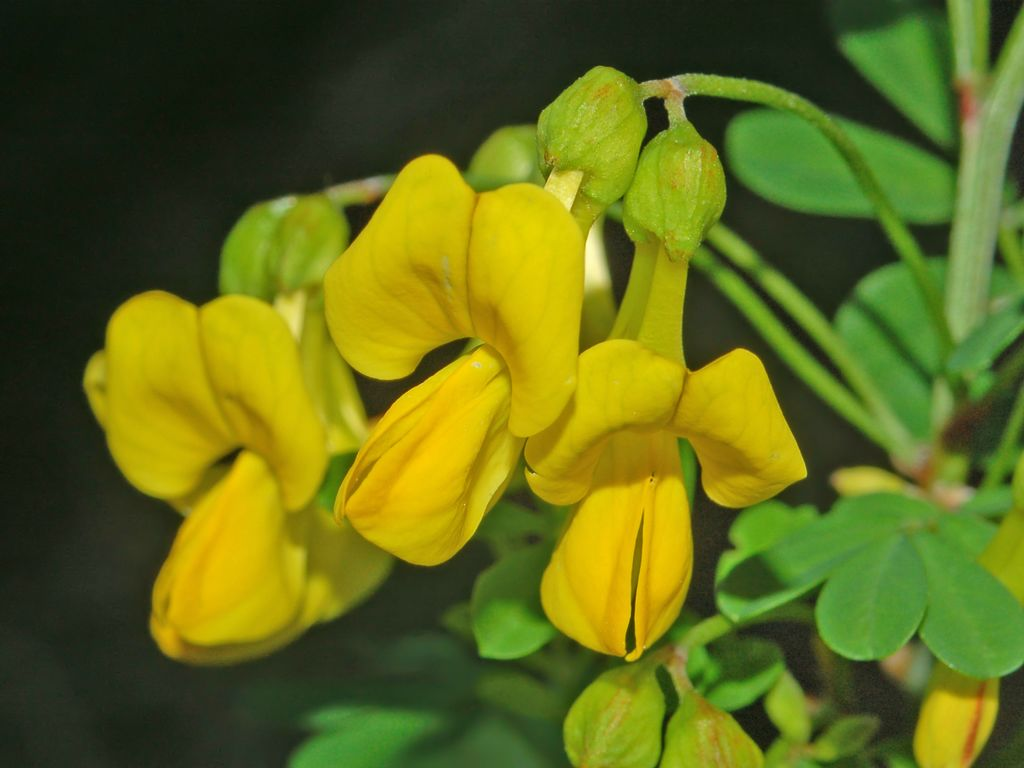
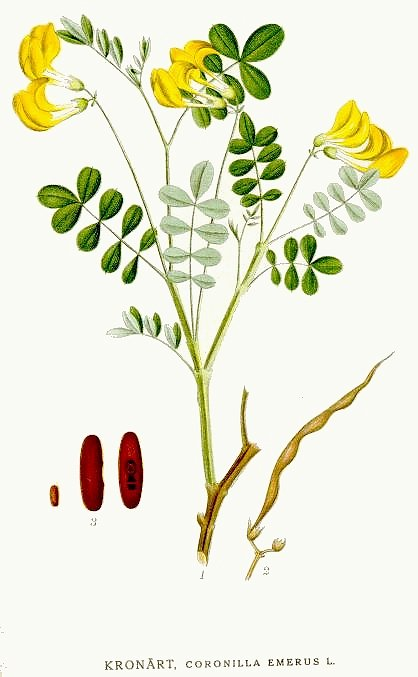